# Battle Hymn of the Republic

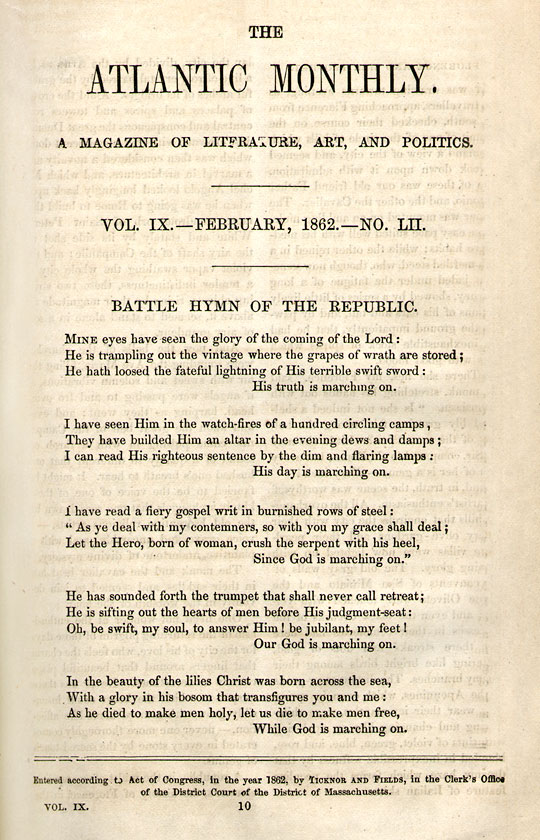
Eerste verschijning van The Battle Hymn of the Republic

The Battle Hymn of the Republic, letterlijk Het Strijdlied van de Republiek, is een hymne die de Amerikaanse Burgeroorlog (1861 - 1865) bezingt, die ten grondslag ligt aan de vorming van de huidige Verenigde Staten van Amerika.
Het lied is in november 1861 geschreven door Julia Ward Howe op de melodie van Say, brothers will you meet us, een lied geschreven door William Steffe omstreeks 1856. In 1860 schreef Thomas Bishop ook op deze melodie John Brown's Body over de militante abolitionist John Brown. Het lied van Howe werd het eerst gepubliceerd in The Atlantic Monthly in februari 1862, waarna het snel in populariteit groeide.

## Liedtekst
Mine eyes have seen the glory of the coming of the Lord:
He is trampling out the vintage where the grapes of wrath are stored;
He hath loosed the fateful lightning of His terrible swift sword:
His truth is marching on.
Refrein:
Glory, glory, hallelujah!
Glory, glory, hallelujah!
Glory, glory, hallelujah!
His truth is marching on.
I have seen Him in the watch-fires of a hundred circling camps,
They have builded Him an altar in the evening dews and damps;
I can read His righteous sentence by the dim and flaring lamps:
His day is marching on.
Refrein:
Glory, glory, hallelujah!
Glory, glory, hallelujah!
Glory, glory, hallelujah!
His day is marching on.
I have read a fiery gospel writ in burnished rows of steel:
"As ye deal with my contemners, so with you my grace shall deal;
Let the Hero, born of woman, crush the serpent with his heel,
Since God is marching on."
Refrein:
Glory, glory, hallelujah!
Glory, glory, hallelujah!
Glory, glory, hallelujah!
Since God is marching on.
He has sounded forth the trumpet that shall never call retreat;
He is sifting out the hearts of men before His judgment-seat:
Oh, be swift, my soul, to answer Him! be jubilant, my feet!
Our God is marching on.
Refrein:
Glory, glory, hallelujah!
Glory, glory, hallelujah!
Glory, glory, hallelujah!
Our God is marching on.
In the beauty of the lilies Christ was born across the sea,
With a glory in His bosom that transfigures you and me:
As He died to make men holy, let us die to make men free,
While God is marching on.
Refrein:
Glory, glory, hallelujah!
Glory, glory, hallelujah!
Glory, glory, hallelujah!
While God is marching on.
He is coming like the glory of the morning on the wave,
He is Wisdom to the mighty, He is Succour to the brave,
So the world shall be His footstool, and the soul of Time His slave,
Our God is marching on.
Refrein:
Glory, glory, hallelujah!
Glory, glory, hallelujah!
Glory, glory, hallelujah!
Our God is marching on.
Het laatste couplet ontbrak in de eerste publicatie.

## Vertaling
Mijn ogen hebben de glorie gezien van de komst van de Heer
Hij is bezig de wijn uit te treden, daar waar de druiven van de toorn bewaard worden
Hij heeft de noodlottige bliksem ontketend van zijn ontzaglijk(e) flitsende zwaard
Zijn waarheid rukt op.
Glorie glorie halleluja (=Prijs de Heer)
Ik heb hem gezien in de waakvuren van honderd ringkampen
Ze hebben een altaar voor hem gebouwd in de avondmist
Ik kan zijn rechtvaardige oordeel lezen bij de flauwe, flakkerende lampen:
Zijn dag rukt op.
Ik heb een vurig evangelie gelezen, geschreven in de matglanzende rijen van staal
"Zoals je afrekent met Mijn haters, zo zal Mijn genade jou belonen
Laat de Held, uit een vrouw geboren, de slang verpletteren met Zijn hiel
Omdat God oprukt."
Hij heeft de trompet voort doen klinken, die nooit zal roepen "terugtrekken!"
Hij zift de mensenharten voor Zijn rechterstoel
O, wees vlug mijn ziel om Hem te antwoorden; en mijn voeten, wees in juichstemming
Onze God rukt op.
In de schoonheid van lelies werd Christus geboren, over de zee
Met een glorie in zijn innerlijk, dat jou en mij totaal verandert
Zoals Hij stierf om mensen heilig te maken, laat ons zo sterven om mensen te bevrijden
Terwijl God oprukt.
Hij komt, zoals de glorie van de morgen op een golf
Hij is Wijsheid voor de machtigen, Hij is Raadgever aan de dapperen
De wereld zal Zijn voetbank zijn, en de tijdgeest zijn slaaf
Onze God rukt op.

## Evergreen Top 1000
| Evergreen Top 1000 Battle Hymn Of The Republic (Andy Williams) | Evergreen Top 1000 Battle Hymn Of The Republic (Andy Williams) | Evergreen Top 1000 Battle Hymn Of The Republic (Andy Williams) | Evergreen Top 1000 Battle Hymn Of The Republic (Andy Williams) | Evergreen Top 1000 Battle Hymn Of The Republic (Andy Williams) | Evergreen Top 1000 Battle Hymn Of The Republic (Andy Williams) | Evergreen Top 1000 Battle Hymn Of The Republic (Andy Williams) | Evergreen Top 1000 Battle Hymn Of The Republic (Andy Williams) | Evergreen Top 1000 Battle Hymn Of The Republic (Andy Williams) | Evergreen Top 1000 Battle Hymn Of The Republic (Andy Williams) | Evergreen Top 1000 Battle Hymn Of The Republic (Andy Williams) | Evergreen Top 1000 Battle Hymn Of The Republic (Andy Williams) | Evergreen Top 1000 Battle Hymn Of The Republic (Andy Williams) | Evergreen Top 1000 Battle Hymn Of The Republic (Andy Williams) | Evergreen Top 1000 Battle Hymn Of The Republic (Andy Williams) | Evergreen Top 1000 Battle Hymn Of The Republic (Andy Williams) | Evergreen Top 1000 Battle Hymn Of The Republic (Andy Williams) |
| Jaar                                                           | 2008                                                           | 2009                                                           | 2010                                                           | 2011                                                           | 2012                                                           | 2013                                                           | 2014                                                           | 2015                                                           | 2016                                                           | 2017                                                           | 2018                                                           | 2019                                                           | 2020                                                           | 2021                                                           | 2022                                                           | 2023                                                           |
| -------------------------------------------------------------- | -------------------------------------------------------------- | -------------------------------------------------------------- | -------------------------------------------------------------- | -------------------------------------------------------------- | -------------------------------------------------------------- | -------------------------------------------------------------- | -------------------------------------------------------------- | -------------------------------------------------------------- | -------------------------------------------------------------- | -------------------------------------------------------------- | -------------------------------------------------------------- | -------------------------------------------------------------- | -------------------------------------------------------------- | -------------------------------------------------------------- | -------------------------------------------------------------- | -------------------------------------------------------------- |
| Positie                                                        | 908                                                            | 128                                                            | 15                                                             | 96                                                             | 80                                                             | 203                                                            | 150                                                            | 196                                                            | 239                                                            | 322                                                            | 600                                                            | 534                                                            | 645                                                            | 686                                                            | 898                                                            | 900                                                            |

## NPO Radio 2 Top 2000
| Nummer met noteringen in de NPO Radio 2 Top 2000 | '01  | '02  | '03  | '04  | '05  | '06  | '07  | '08  | '09 | '10  |
| ------------------------------------------------ | ---- | ---- | ---- | ---- | ---- | ---- | ---- | ---- | --- | ---- |
| Battle Hymn of the Republic (Andy Williams)      | 1218 | 1485 | 1817 | 1468 | 1334 | 1759 | 1092 | 1436 | -   | 1819 |

1. ↑  Een '-' betekent dat het nummer niet was genoteerd en een vetgedrukt getal geeft de hoogste notering aan.
2. ↑  2001 was het eerste jaar met een notering voor dit nummer.
3. ↑  Deze tabel is bijgewerkt tot en met de laatste editie (2024).

- Gemeinsame Normdatei: 7723686-5
- Library of Congress Control Number: no00005966
- MusicBrainz work: aba44515-fd82-3adf-b1da-172d178134b7
- Nationale Bibliotheek van Israël: 987009950579905171
- Virtual International Authority File: 184471458